# Fontaine-la-Louvet
Pour les articles homonymes, voir Fontaine.
Ne doit pas être confondu avec Fontenai-les-Louvets.
Fontaine-la-Louvet est une commune française située dans le département de l'Eure en région Normandie, peuplée de 338 habitants.

## Géographie

### Localisation
Fontaine-la-Louvet est une commune du pays d'Auge.

### Communes limitrophes
| Bonneville-la-Louvet (Calvados) | Bailleul-la-Vallée | Saint-Aubin-de-Scellon                       |
| Les Places, Piencourt           | Fontaine-la-Louvet | Saint-Aubin-de-Scellon, Barville, Duranville |
| L'Hôtellerie (Calvados)         | Thiberville        | Duranville                                   |

### Hydrographie
La commune est située dans le bassin Seine-Normandie. Elle est drainée par la Calonne, la Paquine et un autre petit cours d'eau,.
La Calonne, d'une longueur de 45 km, prend sa source dans la commune du Planquay et se jette  dans la Touques à Pont-l'Évêque, après avoir traversé 19 communes.
La Paquine, d'une longueur de 25 km, prend sa source dans la commune de Drucourt et se jette  dans la Touques à Ouilly-le-Vicomte, après avoir traversé 13 communes.

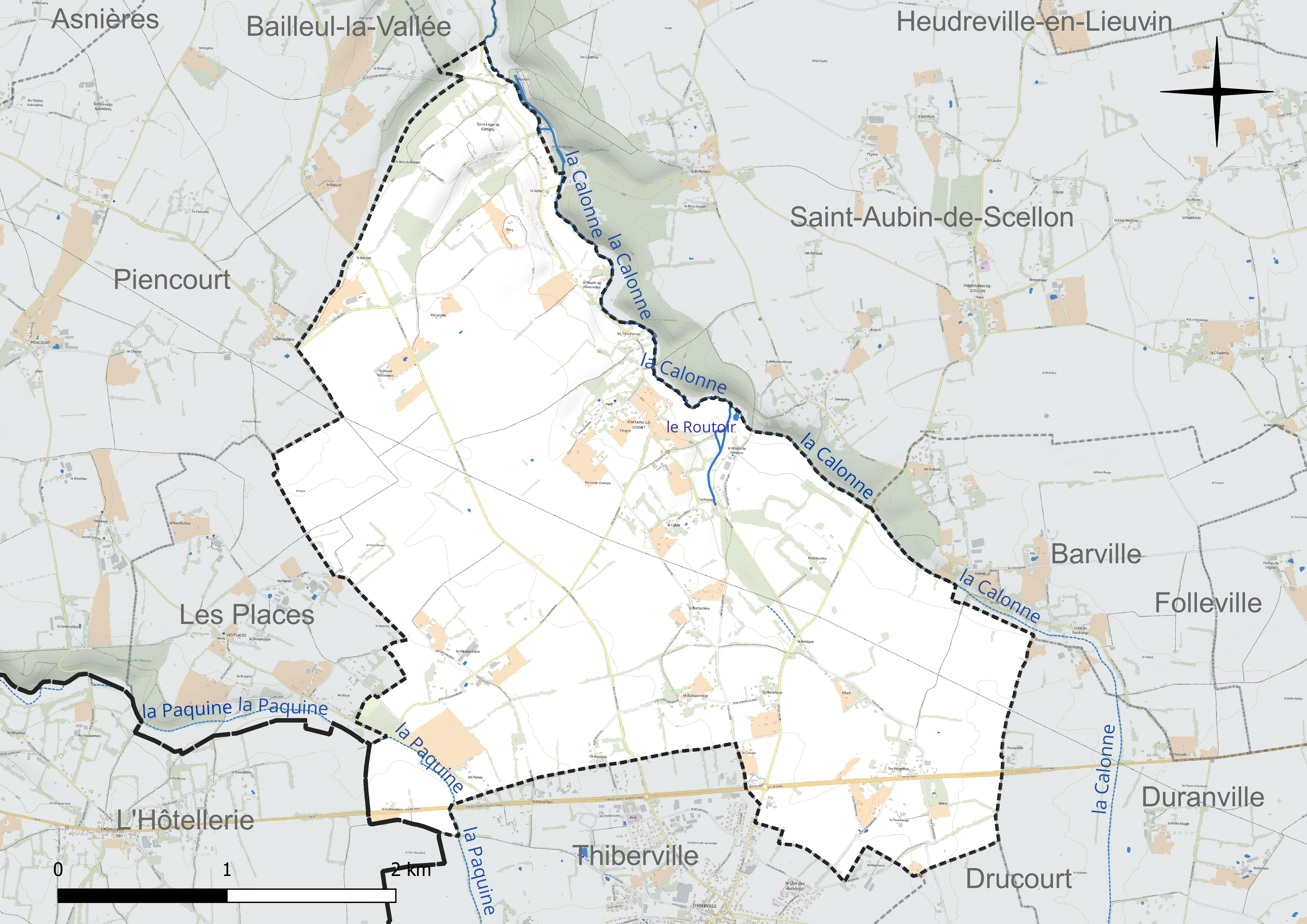
Réseau hydrographique de Fontaine-la-Louvet.

Un plan d'eau complète le réseau hydrographique : le Routoir (0,1 ha),.

### Climat
Pour des articles plus généraux, voir Climat de la Normandie et Climat de l'Eure.
En 2010, le climat de la commune est de type climat océanique dégradé des plaines du Centre et du Nord, selon une étude du CNRS s'appuyant sur une série de données couvrant la période 1971-2000. En 2020, Météo-France publie une typologie des climats de la France métropolitaine dans laquelle la commune est exposée à un climat océanique et est dans la région climatique  Côtes de la Manche orientale, caractérisée par un faible ensoleillement (1 550 h/an) ; forte humidité de l’air (plus de 20 h/jour avec humidité relative > 80 % en hiver), vents forts fréquents. Parallèlement le GIEC normand, un groupe régional d’experts sur le climat, différencie quant à lui, dans une étude de 2020, trois grands types de climats pour la région Normandie, nuancés à une échelle plus fine par les facteurs géographiques locaux. La commune est, selon ce zonage, exposée à un « climat contrasté des collines », correspondant au Pays d’Auge, Lieuvin et Roumois, moins directement soumis aux flux océaniques et connaissant toutefois des précipitations assez marquées en raison des reliefs collinaires qui favorisent leur formation.
Pour la période 1971-2000, la température annuelle moyenne est de 10 °C, avec une amplitude thermique annuelle de 13,2 °C. Le cumul annuel moyen de précipitations est de 873 mm, avec 12,9 jours de précipitations en janvier et 8,6 jours en juillet. Pour la période 1991-2020, la température moyenne annuelle observée sur la station météorologique la plus proche, située sur la commune de Lieurey à 8 km à vol d'oiseau, est de 11,3 °C et le cumul annuel moyen de précipitations est de 893,1 mm,. Pour l'avenir, les paramètres climatiques de la commune estimés pour 2050 selon différents scénarios d’émission de gaz à effet de serre sont consultables sur un site dédié publié par Météo-France en novembre 2022.

## Urbanisme

### Typologie
Au 1er janvier 2024, Fontaine-la-Louvet est catégorisée commune rurale à habitat dispersé, selon la nouvelle grille communale de densité à 7 niveaux définie par l'Insee en 2022.
Elle est située hors unité urbaine. Par ailleurs la commune fait partie de l'aire d'attraction de Lisieux, dont elle est une commune de la couronne,. Cette aire, qui regroupe 57 communes, est catégorisée dans les aires de 50 000 à moins de 200 000 habitants,.

### Occupation des sols
L'occupation des sols de la commune, telle qu'elle ressort de la base de données européenne d’occupation biophysique des sols Corine Land Cover (CLC), est marquée par l'importance des territoires agricoles (99,1 % en 2018), une proportion identique à celle de 1990 (99,1 %).
La répartition détaillée en 2018 est la suivante : terres arables (64,8 %), prairies (34,3 %), forêts (0,8 %), zones urbanisées (0,1 %).

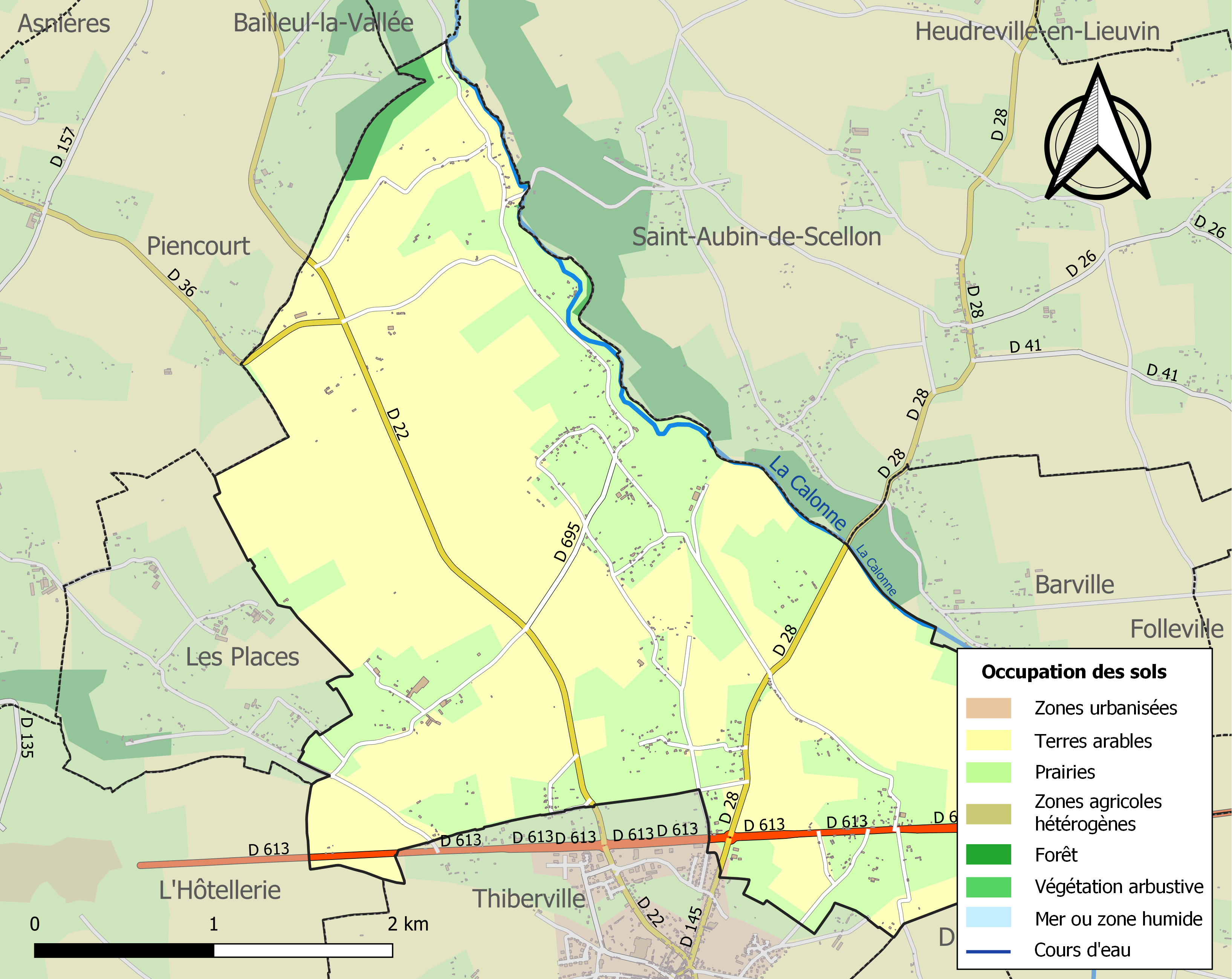
Carte des infrastructures et de l'occupation des sols de la commune en 2018 (CLC).

L'évolution de l’occupation des sols de la commune et de ses infrastructures peut être observée sur les différentes représentations cartographiques du territoire : la carte de Cassini (XVIIIe siècle), la carte d'état-major (1820-1866) et les cartes ou photos aériennes de l'IGN pour la période actuelle (1950 à aujourd'hui).

## Toponymie
Le nom de la localité est attesté sous les formes  Fontes lovet en 1249 (cartulaire normand) et Fontes la loveit en 1258 (cartulaire du chapitre d’Évreux), Fontes Louveti en 1323.
Une fontaine est d'abord le lieu d'une source, d'une « eau vive qui sort de terre », selon le premier dictionnaire de l'Académie française.
Louvet est un diminutif de loup, tout comme les patronymes Louvat, Louvel, Louveau, Louvard et Louvart.
Fontes la Loveit en 1258, signifie la « fontaine de la Louvet », déterminatif emprunté au nom d'une seigneurie.
Il est à noter qu'à l'origine ce nom de lieu se présentait sous la forme collective au pluriel. Il en est de même de Fontaine-le-Bourg, Fontaine-la-Mallet et Fontaine-en-Bray, en Seine-Maritime, tous transposés Fontes dans les textes latins médiévaux.

## Histoire
Dans la seconde moitié du XVIe siècle, Jean Ferey (1518-1590), secrétaire des finances, seigneur de Durescu, y construisit, sur les bases d'un ancien château commencé en 1560, son propre château. En 1562, il est taxé pour le fief de Fontaynes la Louvet, vingt huit livres, confirmant ainsi qu'il est bien en possession du fief.

## Politique et administration
| Période                                  | Période | Identité            | Étiquette | Qualité     |
| ---------------------------------------- | ------- | ------------------- | --------- | ----------- |
| mars 2001                                | 2008    | Bernard Charbonneau |           |             |
| mars 2008                                | actuel  | Arnaud Guichard     | SE        | Agriculteur |
| Les données manquantes sont à compléter. |         |                     |           |             |

## Démographie
L'évolution du nombre d'habitants est connue à travers les recensements de la population effectués dans la commune depuis 1793. Pour les communes de moins de 10 000 habitants, une enquête de recensement portant sur toute la population est réalisée tous les cinq ans, les populations de référence des années intermédiaires étant quant à elles estimées par interpolation ou extrapolation. Pour la commune, le premier recensement exhaustif entrant dans le cadre du nouveau dispositif a été réalisé en 2008.

En 2022, la commune comptait 338 habitants, en évolution de +1,2 % par rapport à 2016 (Eure : −0,25 %, France hors Mayotte : +2,11 %).
| 1793 | 1800 | 1806 | 1821 | 1831 | 1836 | 1841 | 1846 | 1851 |
| ---- | ---- | ---- | ---- | ---- | ---- | ---- | ---- | ---- |
| 674  | 670  | 823  | 695  | 746  | 721  | 682  | 847  | 806  |

| 1856 | 1861 | 1866 | 1872 | 1876 | 1881 | 1886 | 1891 | 1896 |
| ---- | ---- | ---- | ---- | ---- | ---- | ---- | ---- | ---- |
| 731  | 732  | 696  | 655  | 637  | 593  | 603  | 553  | 514  |

| 1901 | 1906 | 1911 | 1921 | 1926 | 1931 | 1936 | 1946 | 1954 |
| ---- | ---- | ---- | ---- | ---- | ---- | ---- | ---- | ---- |
| 510  | 505  | 446  | 363  | 331  | 368  | 387  | 377  | 355  |

| 1962 | 1968 | 1975 | 1982 | 1990 | 1999 | 2006 | 2008 | 2013 |
| ---- | ---- | ---- | ---- | ---- | ---- | ---- | ---- | ---- |
| 329  | 340  | 278  | 261  | 261  | 284  | 295  | 295  | 339  |

| 2018 | 2022 | - | - | - | - | - | - | - |
| ---- | ---- | - | - | - | - | - | - | - |
| 331  | 338  | - | - | - | - | - | - | - |

## Culture locale et patrimoine

### Lieux et monuments
- Église Saint-Arnoul du XVIe siècle.

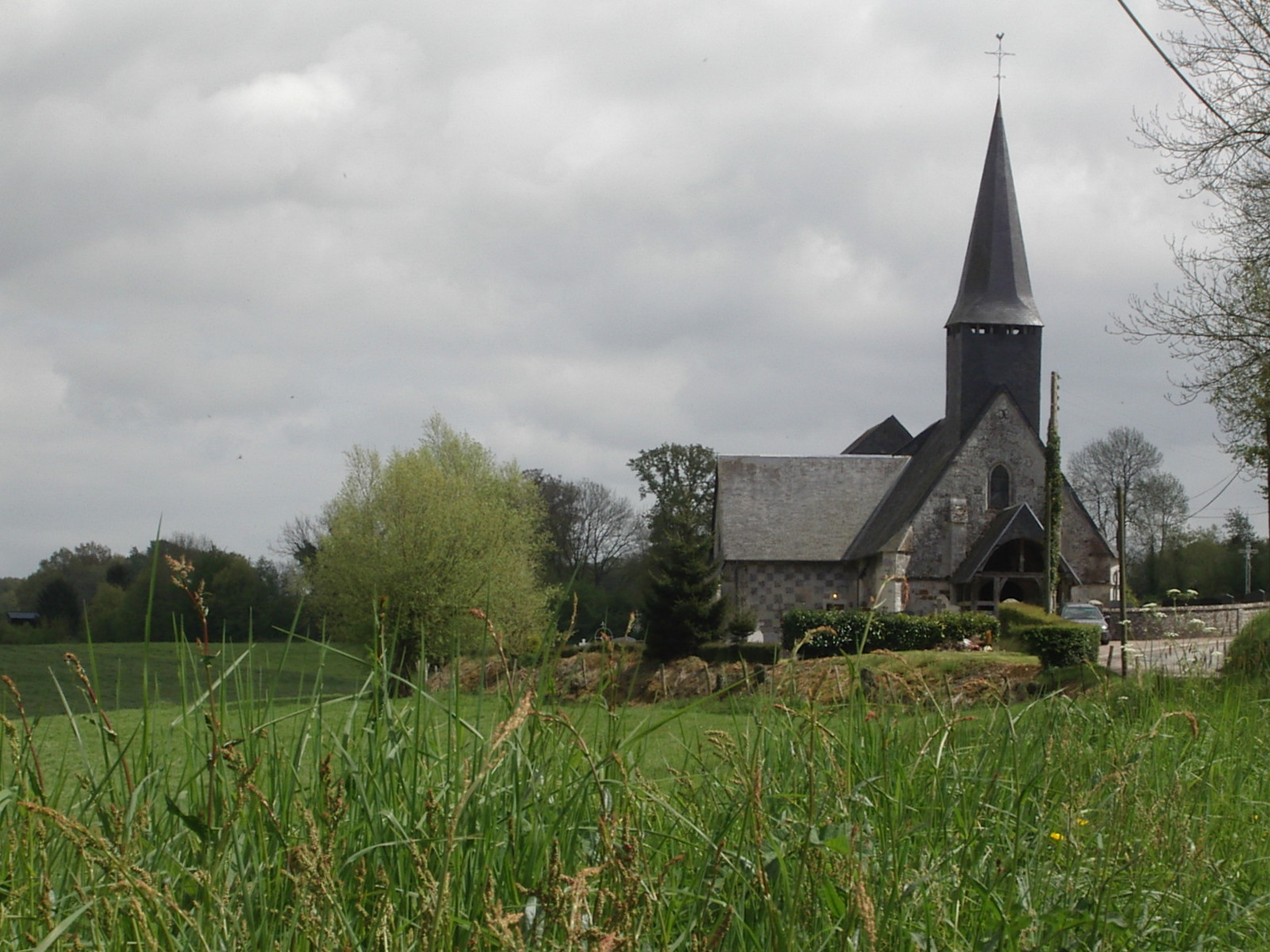
Église de Fontaine-la-Louvet.
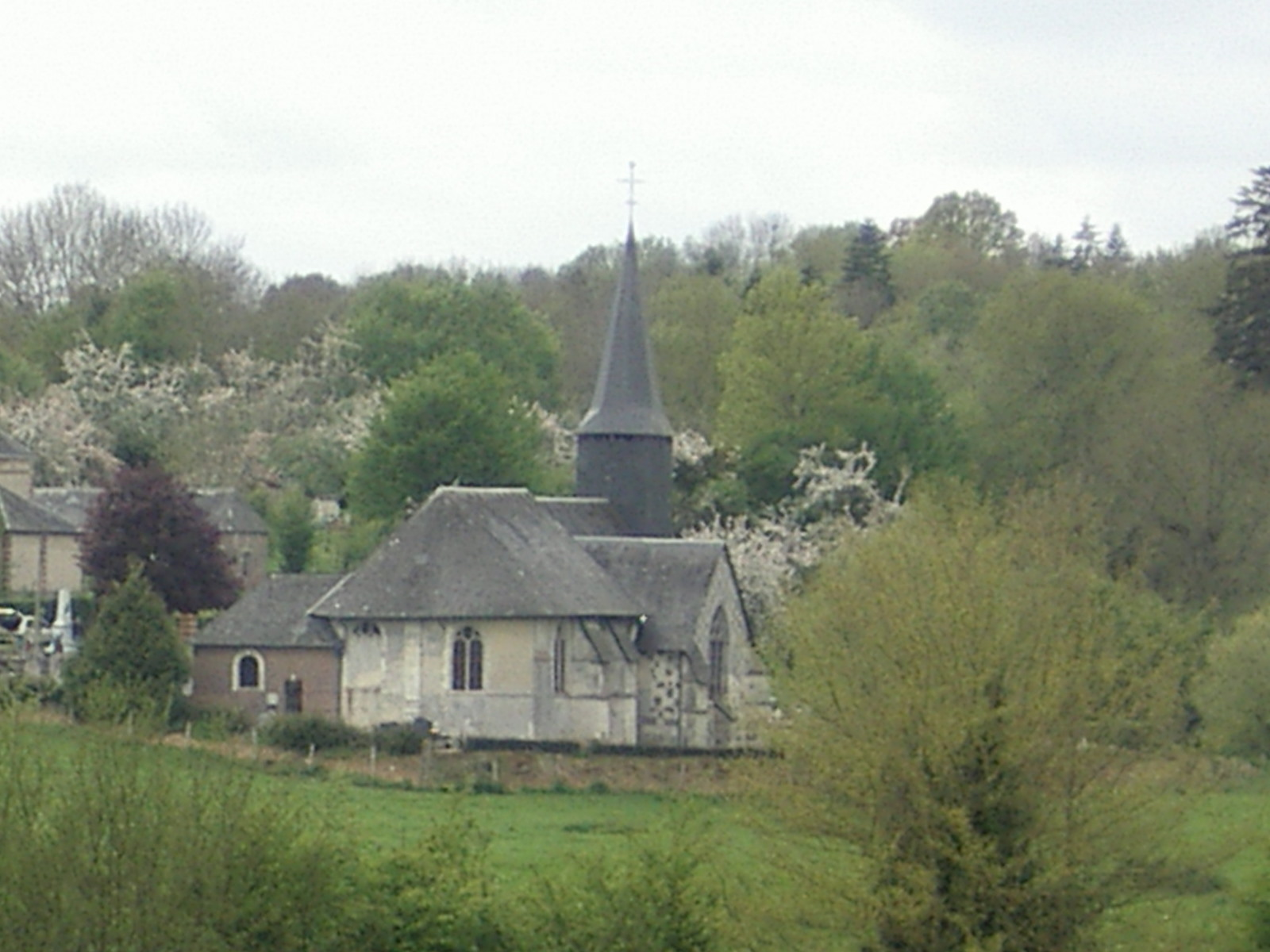
Église de Fontaine-la-Louvet.
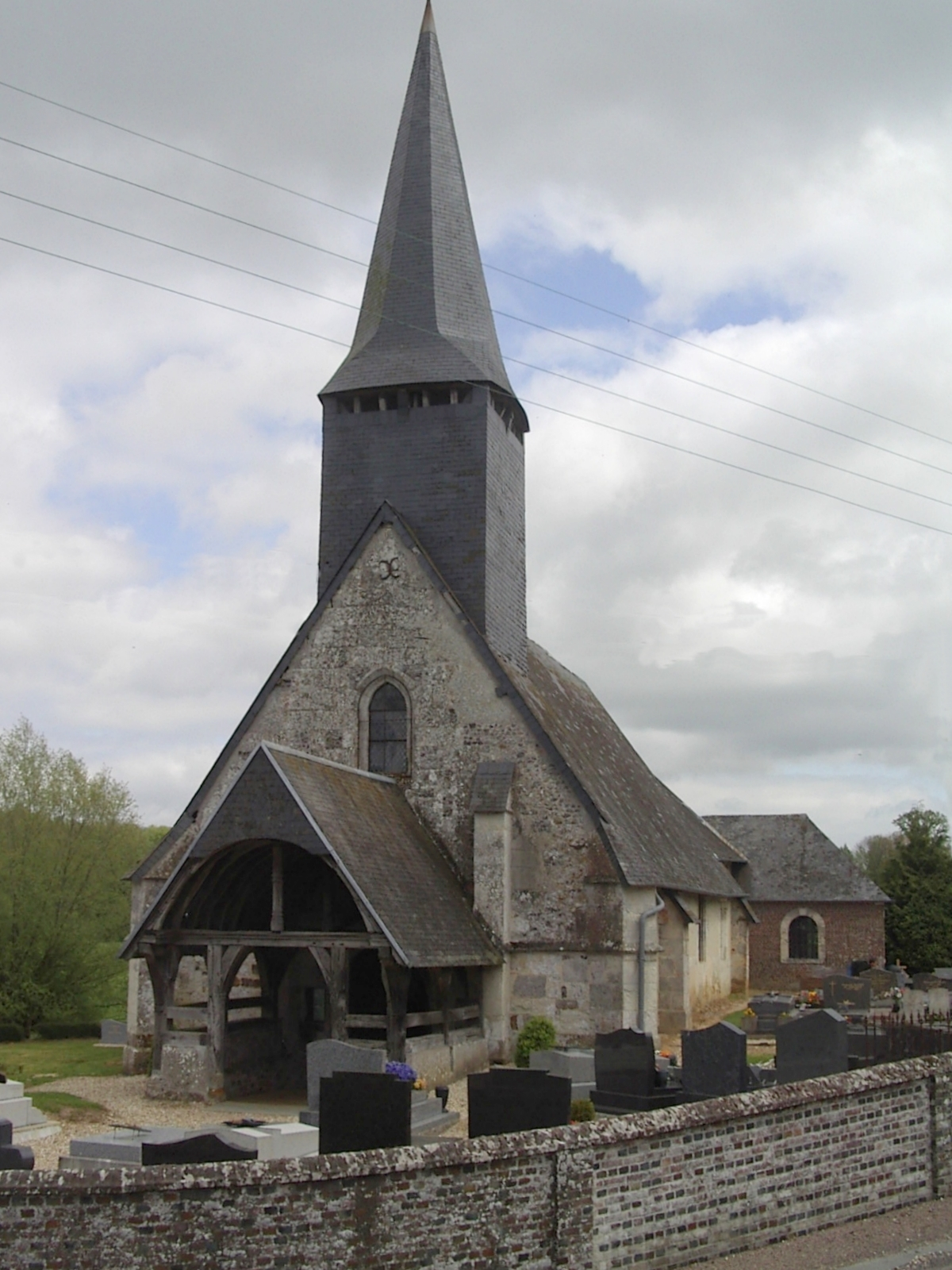
Église de Fontaine-la-Louvet.
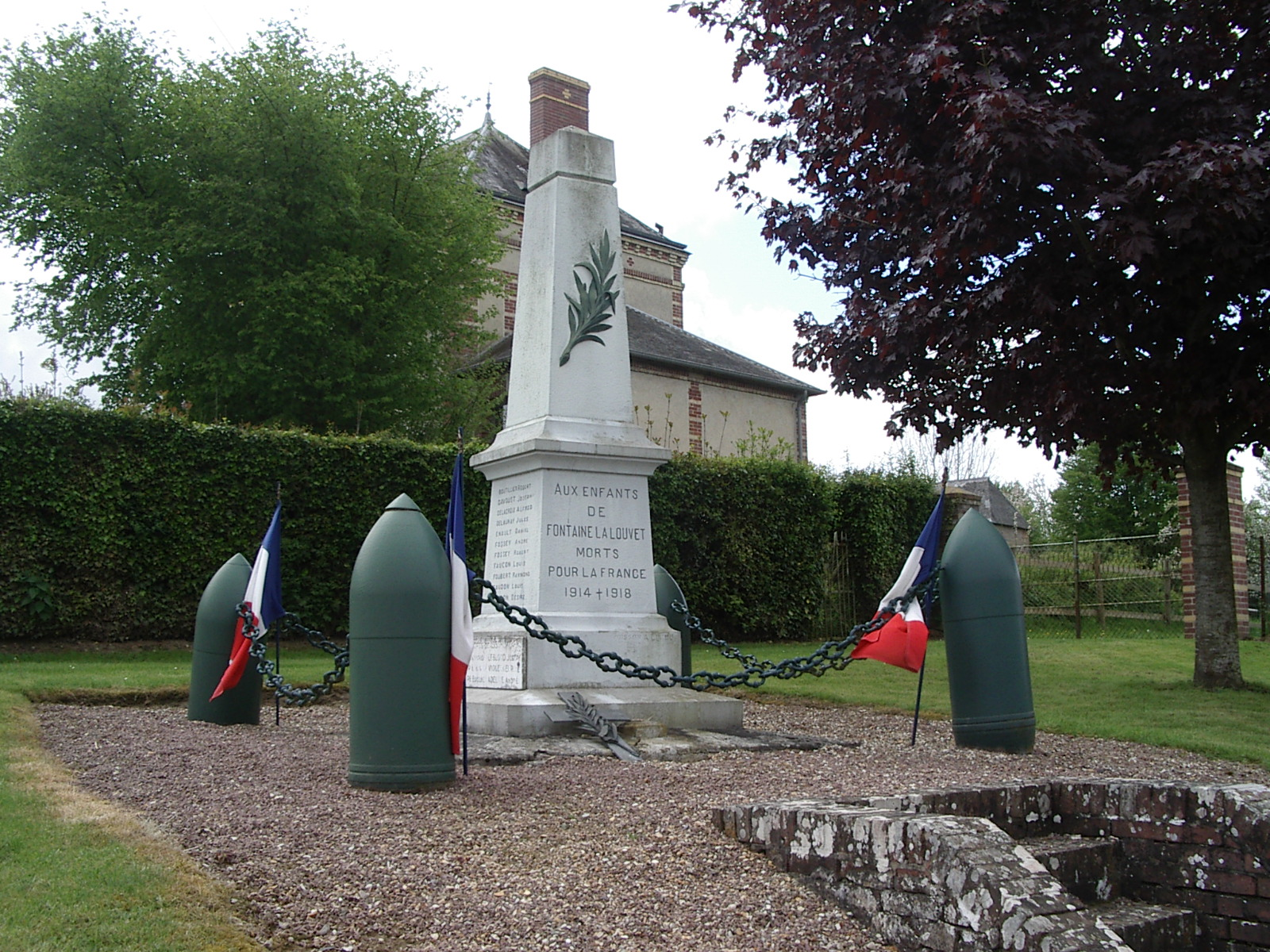
Monument aux morts.
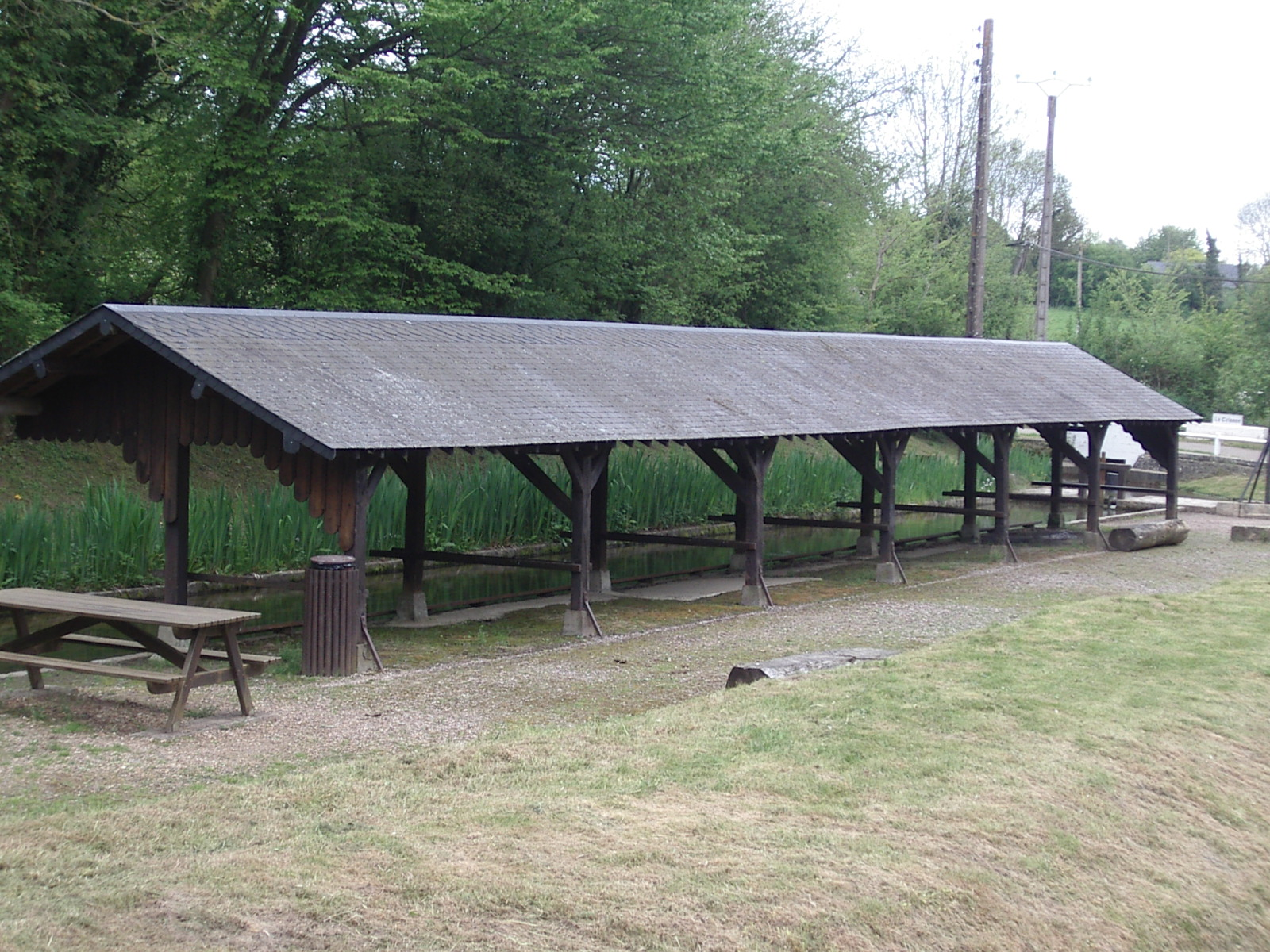
Lavoir.
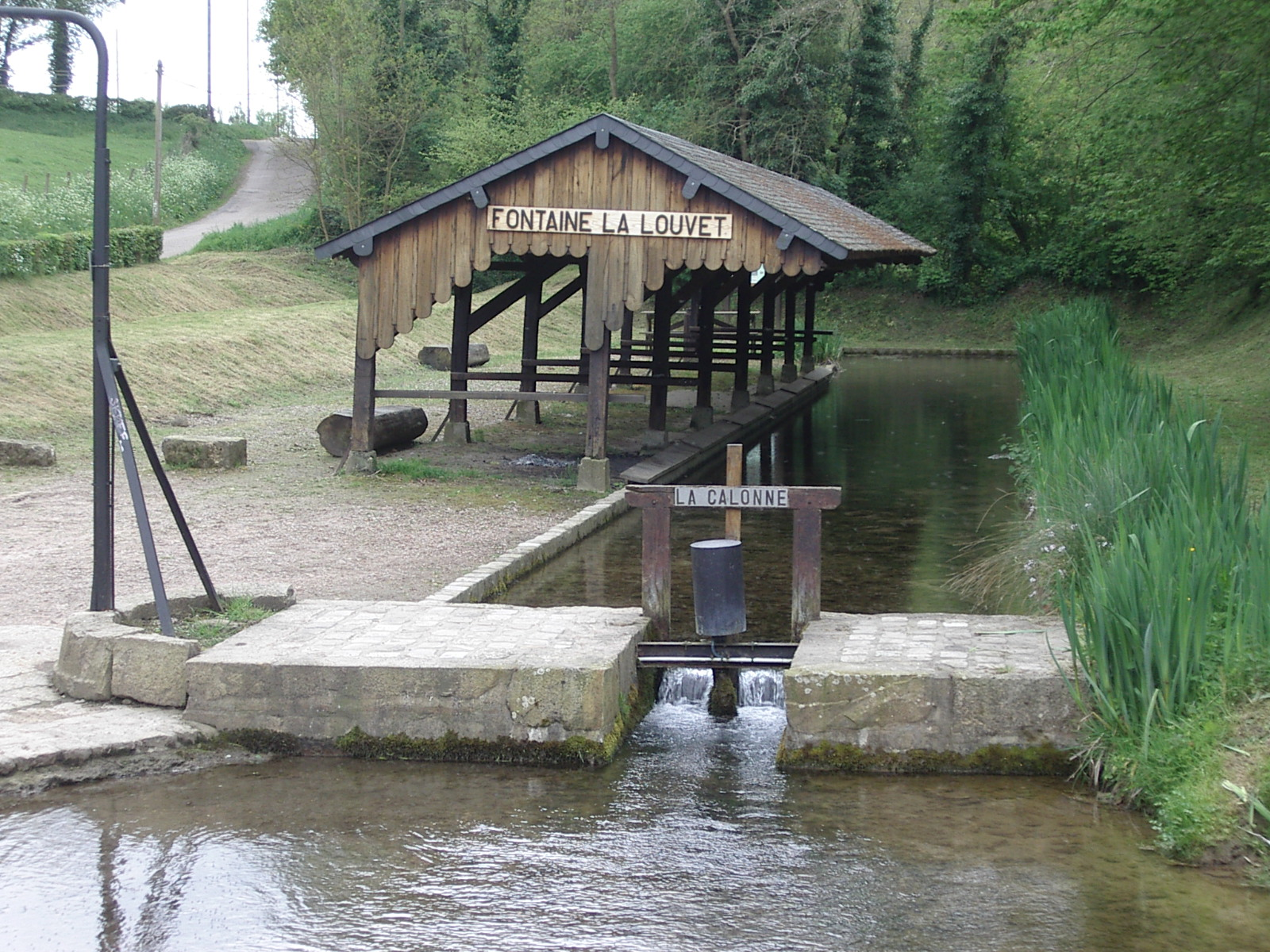
Lavoir et la Calonne.
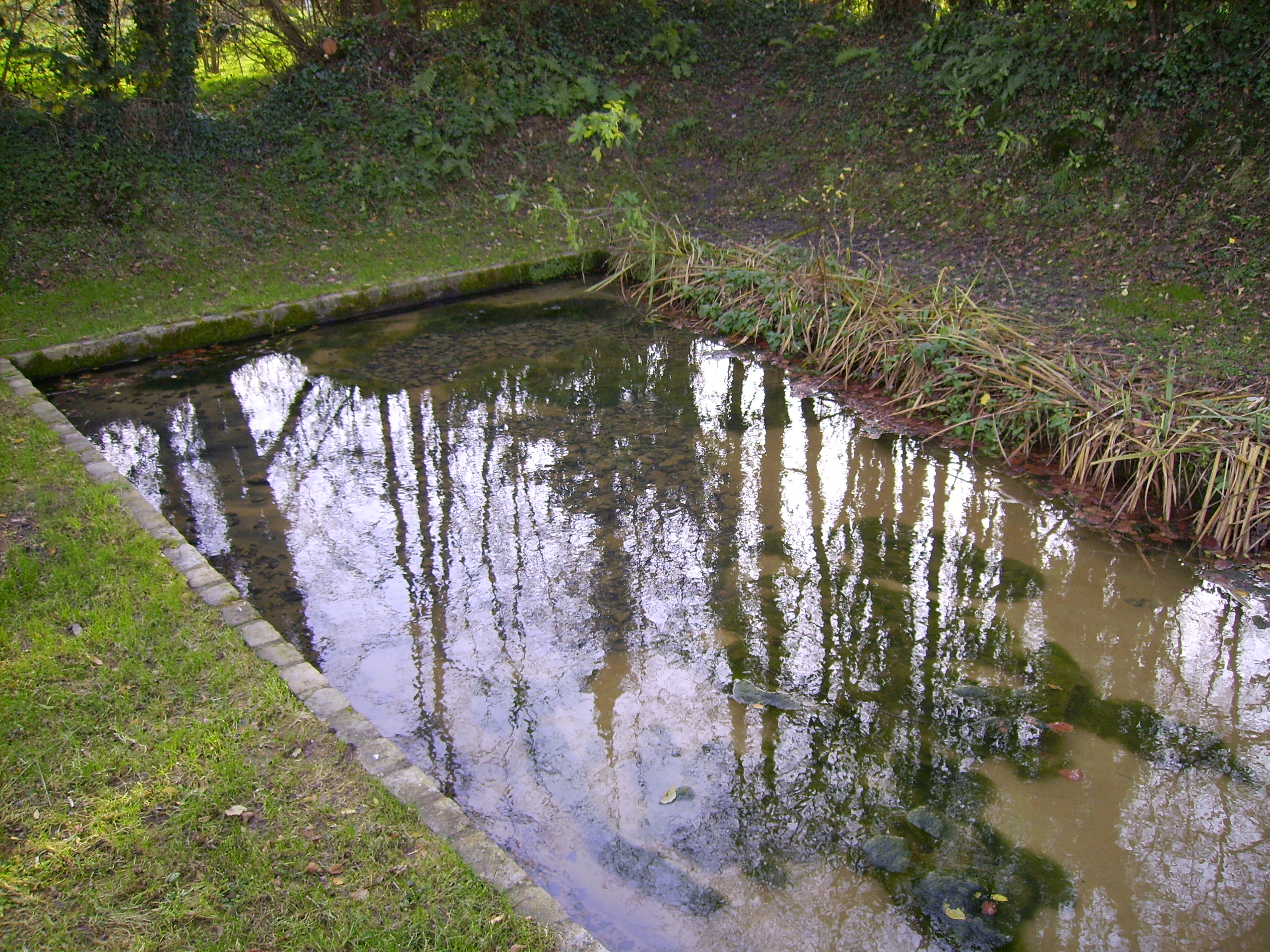
Source de la Calonne à Fontaine-la-Louvet.

### Patrimoine naturel

#### Natura 2000

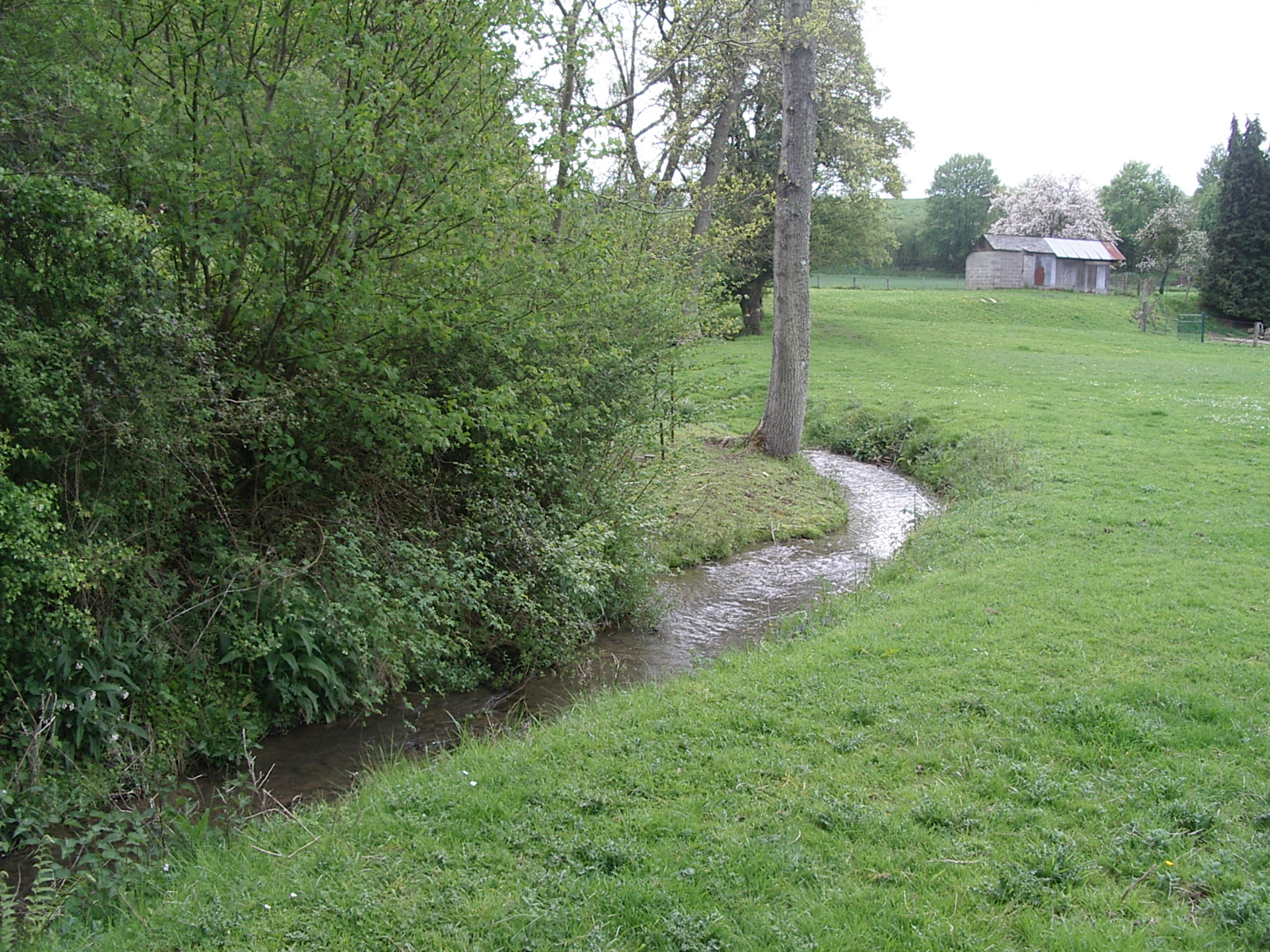
La Calonne à Fontaine-la-Louvet.

- Le haut bassin de la Calonne[28].

#### ZNIEFF de type 1
- La tironnerie[29].
- Le routoir[30].

#### ZNIEFF de type 2
- La haute vallée de la Calonne[31].